# Exobasidium hypogenum
Exobasidium hypogenum är en svampart som beskrevs av John Axel Nannfeldt 1981. Exobasidium hypogenum ingår i släktet Exobasidium och familjen Exobasidiaceae.  Arten är reproducerande i Sverige. Inga underarter finns listade i Catalogue of Life.